# Charles Haus
Charles Hyppolite Adelaïde Haus (Gent, 20 september 1824 – Beernem, 12 augustus 1905) was een Belgisch edelman.

## Levensloop
Charles Haus was doctor in de rechten en hoofdgriffier van het hof van beroep in Gent. Hij was een zoon van de uit Würzburg afkomstige Jacques-Joseph Haus (1796-1881) hoogleraar aan de Rijksuniversiteit Gent en van Angélique Roelandts. Hij trouwde in 1849 in Gent met Caroline Van Belle (1830-1901) en ze kregen vier kinderen.
- Alice Haus (1850-1936), trouwde in 1871 in Gent met Constant van Ackere (1845-1881), Kortrijks textielfabrikant, en hertrouwde in 1886 in Gent met Léon Motte (1845-1928), Gents industrieel.
- Albert Haus (1851-1926) was advocaat in Gent. Hij trouwde in Gent in 1873 (echtscheiding in 1874 en kerkelijke ontbinding in 1877) met Marie-Thérèse Schoutteten (1854-1885). Hij hertrouwde in Gent in 1880 met Léontine Blondeau (1861-1926), met wie hij drie kinderen kreeg.
  - Fernand Haus (1880-1964), voorzitter van het Hof van beroep in Gent en voorzitter van het Krijgshof, verkreeg in 1953 de titel baron, overdraagbaar bij eerstgeboorte. Hij trouwde in Elsene in 1911 met Jeanne Vanderstichelen (1889-1936). Ze hadden drie kinderen.
    - Albert Haus (1913-1997), advocaat, trouwde in 1938 in Antwerpen met Marie-Thérèse Schobbens (1913-1999). Ze kregen vier dochters en een zoon, van wie afstammelingen tot heden.
    - Christiane Haus (1915-1998), trouwde in 1962 in Gent met Paul Lacour (1907-2007).
    - Jean Haus (Assebroek, 21 februari 1920 - 1945), lid van het Geheim Leger, werd gearresteerd en stierf voor België in het concentratiekamp Schützenhof bij Bremen op 9 februari 1945.

  - Madeleine Haus (1882-1964), trouwde in 1906 in Gent met Jean Goddyn de Médomme (1878-1948).
  - Maurice Haus (1886-1956) trouwde in 1912 in Antwerpen met Romanie Maes (1888-1927) en hertrouwde in 1929 in Sint-Kruis met Célestine Cocquyt (1912-2002). Maurice en Romanie kregen een zoon en een dochter.
    - George Haus (1917-2009), trouwde in 1945 in Antwerpen met Veronique De Bruyn (1928-2017), met afstammelingen tot heden.
    - Simonne Haus (1920-2007), trouwde in 1945 in Gent met Joseph de Maagd (1919-2011).
- Conrad Haus (1859-1864).
- Georges Haus (1864-1944), trouwde in 1896 in Gent met Aline Alsberge (1864-1956). Ze kregen een zoon.
  - Frédéric Haus (1896-1993), professor in de Aerodynamica, trouwde in 1923 in Aalst met Marie Burny (1899-1993).